# Yacuiba
Yacuiba ist eine Mittelstadt im Departamento Tarija im südlichen Teil des südamerikanischen Anden-Staates Bolivien, unmittelbar an der Grenze zu Argentinien. Es ist aufgrund eines Sonderabkommens mit der argentinischen Regierung von 1925 der einzige bolivianische Ort zwischen Voranden und dem Río Pilcomayo, der südlich des 22. Breitengrads liegt.

## Lage im Nahraum
Die Grenzstadt liegt in einer Höhe von 620 bis 680 m am östlichen Rand der Voranden (Serranía Aguaragüe) sowie am westlichen Rand der weitläufigen südamerikanischen Tiefebene Gran Chaco an der Bahnstrecke zwischen den Städten Santa Cruz in Bolivien und Salta in Argentinien.
Yacuiba ist zentraler Ort des Municipios Yacuiba und Hauptstadt der seit 2017 autonomen Provinz Gran Chaco. Sie liegt östlich der Hauptstadt Tarija, südlich von Villamontes und nördlich vom Flughafen der argentinischen Stadt Tartagal. Die Stadt hat einen eigenen kleinen Flughafen mit dem IATA-Flughafencode BYC und regelmäßigen Verbindungen zu inländischen Zielen.

## Geographie
Yacuiba hat ein warm-gemäßigtes Klima mit einer ausgesprochenen Regenzeit von Dezember bis März mit gleichmäßig hohen Temperaturen, und einer Trockenzeit im Südwinter von Juni bis September mit warmen Tages- und kühlen Nachttemperaturen. Obwohl Yacuiba an keinem großen Fluss liegt, sind Überschwemmungen des Stadtgebiets während der Regenzeit nicht unüblich. Zum Beispiel die Schlucht (quebrada) Yuquirenda kann sich bei Starkregen sehr schnell mit Wasser füllen und überlaufen.
Gemäß der Klimaklassifikation von Köppen-Geiger ist das Klima von Yacuiba feucht-subtropisch (Cwa-Klima).

## Bevölkerung
Die Einwohnerzahl der Stadt an der bolivianisch-argentinischen Grenze ist rasch gewachsen:
| Jahr | Einwohner | Quelle       |
| ---- | --------- | ------------ |
| 1976 | 14.354    | Volkszählung |
| 1992 | 34.505    | Volkszählung |
| 2001 | 64.611    | Volkszählung |
| 2012 | 61.844    | Volkszählung |
| 2024 |           | Volkszählung |

## Verkehrsnetz
Tarija, die Hauptstadt des Departamentos, liegt nur 121 Kilometer Luftlinie von Yacuiba entfernt, war aber aufgrund von rund einem halben Dutzend dazwischenliegenden Bergrücken in früheren Jahren auf dem Landweg praktisch unerreichbar. Auch heute noch ist der Luftweg die wesentlich komfortablere Option. Es bestehen regelmäßige und kostengünstige Direktverbindungen über den Flughafen Yacuiba. Durch aufwendige Straßenbauprojekte Anfang des 21. Jahrhunderts besteht heute eine akzeptable Route für Busse, Lastwagen und PKW, mit einer Länge von 279 Straßenkilometern. 
Um nach Tarija zu gelangen, folgt man von Yacuiba aus 15 Kilometer der Nationalstraße Ruta 9 bis zur Ortschaft Campo Pajoso. Dort zweigt die Ruta 29 nach Nordwesten ab und erreicht nach 83 Kilometern über Caraparí die Ortschaft Palos Blancos. Die Straße trifft hier auf die Ruta 11, die von der Grenze zu Paraguay kommend über Villamontes und Palos Blancos in westlicher Richtung über Entre Ríos auf Tarija zu führt, wo sie acht Kilometer vor Tarija auf die Ruta 1 trifft. Über diese Ruta 1 ist Yacuiba dann mit den großen Metropolen des Hochlandes verbunden, mit Potosí, Oruro, El Alto und La Paz.
Wenn man der Ruta 9 über Campo Pajoso hinaus weiter nach Norden folgt, erschließt sich über diese Nationalstraße auch das gesamte bolivianische Tiefland, denn die Ruta 9 führt über die Departamento-Hauptstädte Santa Cruz und Trinidad bis nach Guayaramerín an der Grenze zu Brasilien im äußersten Nordosten des Landes.

## Tourismus
Größte alljährliche Festveranstaltung in Yacuiba ist die "FESTIFRONT" -Festival de la Frontera- ein Folklorefest, bei dem Musiker aus ganz Bolivien und dem Norden Argentiniens teilnehmen.
Yacuiba ist dank seiner Lage an der argentinischen Grenze ein wichtiges Handelszentrum.